# Děmid Pjanda
Děmid Sofonovič Pjanda (rusky Демид Софонович Пянда) byl legendární ruský objevitel veletoku Lena. Děmid Sofonovič je nejpravděpodobnější jméno a otčestvo, méně častá verze uvádí Pantělej Děmidovič (rusky Пантелей Демидович). S jistotou lze pouze tvrdit, že jeho příjmení Pjanda je přezdívka, pocházející z evenského výrazu pro pestrobarevný kožich ze psích kůží. To je také jediná informace, ze které lze odhadovat jeho zjev.    

## Původ
S vysokou pravděpodobností pocházel Děmid Pjanda z etnika Pomorů (rusky Помо́ры), žijícího v nejsevernějších částech evropského Ruska mezi ústím Severní Dviny a Pečory. Nejpravděpodobnější odhad data narození je poslední desetiletí 16. století. Nejasnostmi je opředen i původ majetku, s jehož pomocí uskutečnil objevitelskou výpravu, která vyžadovala mimořádné lidské i materiální zajištění.

## Historie výpravy za objevením Leny 1620 – 1623
Pjanda zorganizoval čtyři roky trvající expedici, během níž byly prozkoumány tisíce kilometrů v neznámých drsných krajinách a která poskytla základní informace pro další vývoj dobývání střední a východní Sibiře.

### Severní obchodní cesta

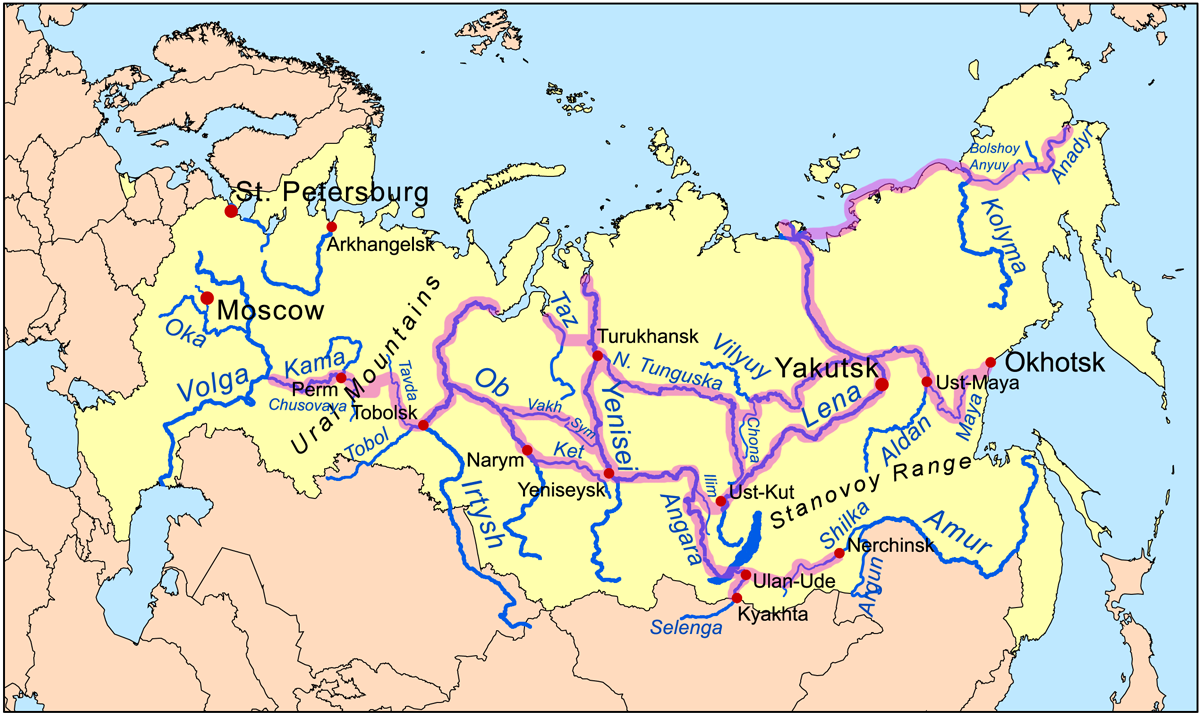
Říční cesty dobývání Sibiře v 17. století

Začátkem 17. století se rozvinul obchod s kožešinami na trase mezi dnešním Turuchanskem na břehu Jeniseje a dnes opuštěnou obchodní metropolí Mangazeja na břehu řeky Taz, ústící do Obského zálivu. V této době byly kožešiny jednou z nejvýnosnějších obchodních komodit. Cenné zboží bylo z Obského zálivu dopravováno do evropských ruských obchodních center říční cestou v zaškrcení Jamalského poloostrova přes řeku Juribej a následnou plavbou podél mořského pobřeží do ústí řek Severní Dvina a Pečora.
V této době podnikali Holanďané pokusy o objevení severní mořské cesty do Číny a bylo otázkou času, kdy se v ústí Obu objeví i lodě anglické. Hrozilo narušení ruského monopolu na obchod s kožešinami ze Sibiře. Na popud úředníků z Tobolsku vydal car Michail I. Fjodorovič zákaz používání Severní obchodní cesty pod trestem smrti. Následkem bylo objevení a vybudování říční cesty přes pravý přítok Obu, řeku Kel a řekou Ket, levým přítokem Jeniseje. V těchto místech bylo v roce 1619 založeno město Jenisejsk. Ten se stal novou obchodní centrálou na Sibiři a města Turuchansk a Mangazeja byla předurčena k opuštění.

### Období příprav
Na jaře roku 1619 se vypravil Děmid Pjanda po proudu Jeniseje do Turuchansku a proti proudu řeky Turuchan do města Mangazeja, kde byla v té době největší koncentrace znalců Severní obchodní cesty. Zde si vybral 40 členů pro výpravu, jejímž cílem bylo objevení nových území, ale především obchodních kontaktů s nově objevenými národy. Jednou z informací od místních Evenků bylo sdělení o velké řece daleko na východě, po níž se plaví veliké lodě se zvony a děly. Výprava byla proto organizována s obavami možného setkání s dobře ozbrojenými národy.

### 1620
Cestu na východ nabízely dva velké pravostranné přítoky Jeniseje. Dolní Tunguzka ústící naproti osadě Turuchansk a Horní Tunguzka, ústící naproti osadě Jenisejsk. Lodě pro výpravu byly vyrobeny během zimy v Turuchansku a tak se hned po odchodu ledů na  Dolní Tunguzce výprava vydala proti proudu této řeky. Kromě tří částí s většími prahy probíhala plavba bez nástrah přírodního původu. Několikrát však pokračování cesty bylo možné jen po použití střelných zbraní. V místech, kde Dolní Tunguzka mění svůj tok na severozápad na severní, to znamená cesta proti toku se mění z jihovýchodního na jižní směr, zastihlo výpravu zamrzání řeky. Zimoviště je ještě v 18. století používáno pod názvem Nižnyj Pjandin.

### 1621–1622

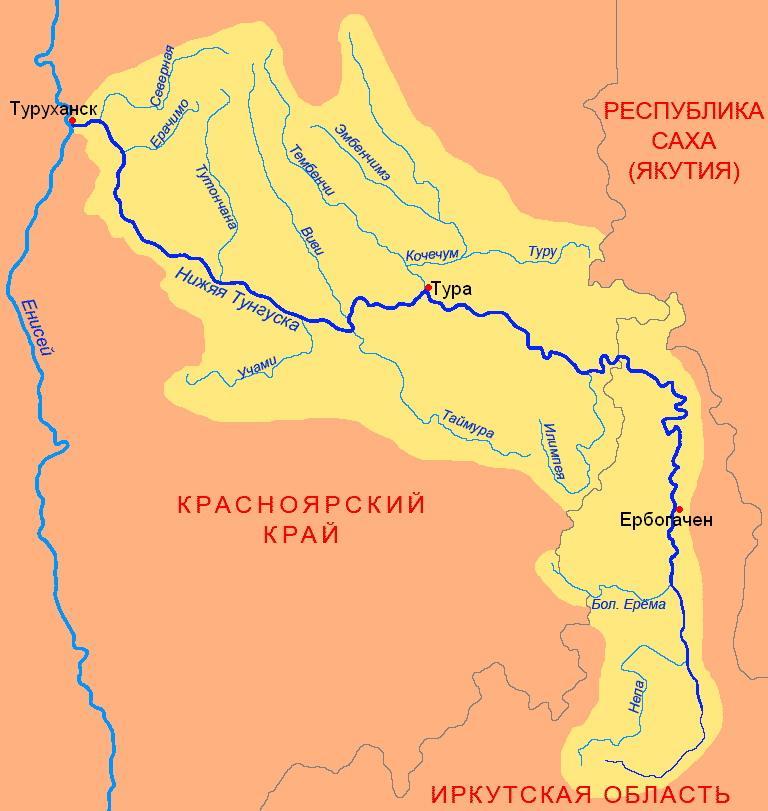
Dolní Tunguzka

Začátkem léta 1621 se výprava vydala na dvouletou plavbu pomalu tekoucí a neustále meandrující řekou s celkovým jižním směrem. Koncem léta 1622 se Pjandova expedice ocitla v horním toku Dolní Tunguzky, tedy v místech, kde bylo třeba hledat rozvodí s jinou řekou. Tehdy byl objeven přímo tok samotné Leny. Dnes je toto místo nazýváno Čečujský průsmyk a nalézá se proti přítoku Leny Kirenga. Třebaže byl ještě čas převléct lodě do nového povodí, zazimovala Pjandova výprava ještě na toku Tunguzky. Pravděpodobně hlavním důvodem byla obava z ozbrojených lodí na nově objevené řece. Informace turuchanských Evenků o veliké řece na východě byla pravděpodobně časem a vzdáleností zkomolená pověst o čínských lodích na ještě vzdálenější řece Amur.

### 1623
Spolu s posledními ledovými krami se Pjandova výprava vydala po toku Leny koncem května 1623. Na své cestě se Pjandovi lidé nesetkávali s žádnými obyvateli, vládnoucími střelnými zbraněmi. K návratu proti proudu se odhodlali až v místech současné jakutské metropole Jakutsk. Zde se setkali bez vážných konfliktů s novým národem, s Jakuty. Na své cestě proti proudu minuli místo, kde plavbu na nové řece začali a pluli až do míst, kde malá hloubka řeky již neumožňovala bezproblémovou plavbu. Tam oddíl opustil Lenu i lodě a vydal se po stepích, obývanými dalším novým národem, Burjaty.  Přátelské (bratrské) chování tohoto národa dalo později popud k pojmenování místa na břehu další veliké řeky, ke které oddíl doputoval. Tím místem byl Bratsk. Řeku nazývali Burjati Angara. Jelikož tato řeka zamrzá až v polovině prosince, měli Pjandovi muži ještě čas postavit lehké lodě na plavbu po proudu a plout po prudkém veletoku rychle na sever. Když je zastavily první ledové zátarasy, setkali se s výpravou z Jenisejsku. Tím bylo zjištěno, že Angara a Horní Tunguzka jsou jedna stejná řeka. Zbytek cesty putovali po ledu nebo podél břehu Angary na saních. Do Jenisejska se dostali na konci roku 1623.

## Význam
Během Pjandovy výpravy bylo prozkoumáno 8 000 km většinou vodních cest. Z toho 2300 km připadá na Dolní Tunguzku, na jejímž toku dodnes jsou jen nevelká sídla s běžnou vzájemnou vzdáleností 100 km. Byla objevena Lena a prozkoumána v délce přibližně 2 400 km. Pjandova výprava byla první, která se plavila po proudu Angary na většině jejího toku a dokázala, že je identická s Horní Tunguzkou. Na základě informací z Pjandova slavného putování se začaly organizovat další výpravy proti proudu Angary do povodí Leny a dále na východ až k Aljašce. Prokazatelná stopa po Děmidu Sofonoviči Pjandovi se ztrácí po jeho slavném návratu do Jenisejsku.
Pjandova výprava měla obchodní charakter. Cílem byl obchod s místními obyvateli, založený na směně kožešin za výrobky řemeslného charakteru. Dalším cílem bylo vybudování obchodních kontaktů a tak se po výpravě z logických důvodů nezachovaly nijaké mapy, ani zprávy. Fakta o Děmidu Pjandovi sebral až o sto let později člen Velké severní expedice, historik Gerhard Friedrich Müller.